# Chút nắng ấm mỗi ngày
Chút nắng ấm mỗi ngày (tiếng Hàn: 정신병동에도 아침이 와요, tiếng Anh: Daily Dose of Sunshine) là một bộ phim truyền hình Hàn Quốc do Lee Jae-kyoo đạo diễn, với sự tham gia của dàn diễn viên Park Bo-young, Yeon Woo-jin, Jang Dong-yoon và Lee Jung-eun. Dựa trên webtoon trên Kakao cùng tên của Lee Ra-ha, một cựu y tá kể về những trải nghiệm thực tế của tác giả. Phim được phát hành trên Netflix vào ngày 3 tháng 11 năm 2023.

## Nội dung
Dựa trên bộ webtoon nổi tiếng cùng tên, bộ phim xoay quanh y tá Jung Da-eun (Park Bo-young) mới chuyển đến làm việc ở khoa tâm thần Bệnh viện Đại học Myungshin. Do thiếu kinh nghiệm, cô gây ra nhiều sai lầm, được đồng nghiệp hết lòng giúp đỡ. Qua thời gian, cô dần trưởng thành dưới sự dìu dắt của y tá trưởng Song Hyo-shin (Lee Jung-eun). Khi gặp những bệnh nhân vật lộn với các bệnh tâm thần, từ lo âu xã hội đến rối loạn lưỡng cực và rối loạn hoang tưởng, cô học cách xoay xở với những thế giới phức tạp của họ và những cuộc đấu tranh riêng với lòng đồng cảm.

## Dàn diễn viên

### Diễn viên chính
- Park Bo-young trong vai Jung Da-eun: nữ y tá năm 3 được chuyển từ Khoa Nội đến Khoa Tâm thần Bệnh viện Đại học Myungshin.[8]
- Yeon Woo-jin trong vai Dong Go-yun: một bác sĩ trực tràng với tính cách thất thường.[8]
- Jang Dong-yoon trong vai Song Yu-chan: bạn thân của Da-eun, người luôn tranh cãi với cô.[8]
- Lee Jung-eun trong vai Song Hyo-shin: y tá trưởng của Khoa Tâm thần.[8]

### Diễn viên phụ

#### Khoa Tâm thần
- Park Ji-yeon trong vai Hong Jeong-ran: bạn học đại học của Da-eun và là y tá tại Khoa Tâm thần.[9]
- Jeon Bae-soo trong vai Yoon Man-cheon: một y tá tại Khoa Tâm thần.[9]
- Lee Yi-dam trong vai Min Deul-re: một y tá tại Khoa Tâm thần.[9]
- Lee Sang-hee trong vai Park Soo-yeon: một y tá tại Khoa Tâm thần.[9]
- Yoo In-soo trong vai Ji Seung-jae: một sinh viên thực tập gặp rối loạn hoảng sợ.[9]
- Chang Ryul trong vai Hwang Yeo-hwan: bạn của Da-eun và Yu-chan, là một bác sĩ tâm thần tại Khoa Tâm thần.[8]
- Kim Jong-tae trong vai Im Hyeok-soo: một bác sĩ tâm thần tại Khoa Tâm thần.[9]
- Gong Sung-ha trong vai Cha Min-seo: một bác sĩ tâm thần tại Khoa Tâm thần.[9]
- Im Jae-hyuk trong vai Kong Cheol-woo: một bác sĩ tâm thần tại Khoa Tâm thần.[9]

#### Bệnh nhân
- Jung Woon-sun trong vai Oh Ri-na: Bệnh nhân đầu tiên của Da-eun mắc rối loạn lưỡng cực.
- Jo Dal-hwan trong vai Kim Sung-sik: Bệnh nhân của Da-eun mắc rối loạn lo âu.
- Kim Dae-gun trong vai Choi Joon-gi: Một bệnh nhân mất con và vợ, trải qua những thời gian khó khăn.
- Roh Jae-won trong vai Kim Seo-wan: Bệnh nhân của Da-eun mắc rối loạn lưỡng cực.
- Kim Yeo-jin trong vai Kwon Ju-yeong
- Kwon Han-sol trong vai Jung Ha-ram

#### Khách mời
- Park Sung-yeon vai y tá trưởng khoa nội
- Joo In-young vai Y tá Lee
- Hwang Young-hee vai mẹ của Da-eun
- Cha Mi-kyung vai mẹ của Ri-na
- Park Han-sol vai Na-ra
- Park Jung-yeon vai Hye-won
- Kim Joo-ah vai Park Byeong-hui
- Oh Min-ae vai mẹ của Seo-wan
- Gong Min-jeung vai Heo Ji-an: bác sĩ tâm lý của Da-eun tại Bệnh viện Hayan.[10]
- Hwang Ja-neung.[11]

## Tập phim
| TT. | Tiêu đề                                    | Đạo diễn     | Biên kịch                           | Ngày phát hành gốc  |
| --- | ------------------------------------------ | ------------ | ----------------------------------- | ------------------- |
| 1 | "Giờ đen tối nhất là ngay trước bình minh" | Lee Jae-kyoo | Lee Nam-gyu, Oh Bo-hyun, Kim Da-hee | 3 tháng 11 năm 2023 |
| Mới chuyển đến khoa Sức khỏe tâm thần gần đây, bệnh nhân đầu tiên của Jung Da-eun là Oh Ri-na, một phụ nữ có vẻ ngoài hoàn toàn khỏe mạnh.                                      |                                            |              |                                     |                     |
| 2 | "Không có hứng làm việc"                   | Lee Jae-kyoo | Lee Nam-gyu, Oh Bo-hyun, Kim Da-hee | 3 tháng 11 năm 2023 |
| Da-eun tình cờ nghe được sự thật phũ phàng và bị tổn thương vì việc đó. Khi căng thẳng lên đến đỉnh điểm, các bác sĩ và y tá giải quyết những bất đồng theo cách truyền thống.  |                                            |              |                                     |                     |
| 3 | "Mạng lưới hỗ trợ"                         | Lee Jae-kyoo | Lee Nam-gyu, Oh Bo-hyun, Kim Da-hee | 3 tháng 11 năm 2023 |
| Các y tá thực tập đến khoa tâm thần nhưng một trong số họ có hành vi kỳ lạ. Da-eun vô tình biết được bí mật về bạn thân của cô, Song Yu-chan.                                   |                                            |              |                                     |                     |
| 4 | "Tìm kiếm tia hy vọng"                     | Lee Jae-kyoo | Lee Nam-gyu, Oh Bo-hyun, Kim Da-hee | 3 tháng 11 năm 2023 |
| Một bệnh nhân có thái độ thù địch cáo buộc Da-eun trộm tiền. Trong khi đó, Min Deul-re chia sẻ sơ lược về cuộc đời mình cho Hwang Yeo-hwan để anh thấy được thực tại của cô.    |                                            |              |                                     |                     |
| 5 | "Khi cuộc sống muốn bạn chậm lại"          | Lee Jae-kyoo | Lee Nam-gyu, Oh Bo-hyun, Kim Da-hee | 3 tháng 11 năm 2023 |
| Trong ca cấp cứu, Da-eun nhìn thấy khía cạnh khác của bác sĩ Dong Go-yun. Y tá thâm niên Park Soo-yeon thấy đồng cảm với một bệnh nhân vừa làm mẹ vừa làm việc.                 |                                            |              |                                     |                     |
| 6 | "Một ngày của pháp sư"                     | Lee Jae-kyoo | Lee Nam-gyu, Oh Bo-hyun, Kim Da-hee | 3 tháng 11 năm 2023 |
| Đối mặt với vấn đề tiền bạc, Deul-re giữ khoảng cách với Yeo-hwan. Da-eun ngày càng lo lắng về một bệnh nhân đã xuất viện và đang tái hòa nhập với cuộc sống thường ngày.       |                                            |              |                                     |                     |
| 7 | "Người bị bỏ lại"                          | Lee Jae-kyoo | Lee Nam-gyu, Oh Bo-hyun, Kim Da-hee | 3 tháng 11 năm 2023 |
| Bạn bè và đồng nghiệp của Da-eun lo lắng cho cô sau một bi kịch trong khi các bác sĩ, y tá và bệnh nhân tìm hiểu về cách điều trị rối loạn căng thẳng sau sang chấn.            |                                            |              |                                     |                     |
| 8 | "Ngày không còn tiếc thương"               | Lee Jae-kyoo | Lee Nam-gyu, Oh Bo-hyun, Kim Da-hee | 3 tháng 11 năm 2023 |
| Nhận ra khó có thể chữa lành nếu không chậm lại, Da-eun cố gắng đối mặt với cảm xúc của mình. Yeo-hwan và Go-yun đồng cảm với nhau trước những vấn đề trong mối quan hệ của họ. |                                            |              |                                     |                     |
| 9 | "Tôi là một y tá bị trầm cảm"              | Lee Jae-kyoo | Lee Nam-gyu, Oh Bo-hyun, Kim Da-hee | 3 tháng 11 năm 2023 |
| Deul-re ứng phó với việc mẹ cô trở về. Da-eun đồng cảm với bệnh nhân khi chật vật đối diện với kết quả chẩn đoán của chính mình.                                                |                                            |              |                                     |                     |
| 10 | "Giai đoạn khó khăn nhất của hành trình"   | Lee Jae-kyoo | Lee Nam-gyu, Oh Bo-hyun, Kim Da-hee | 3 tháng 11 năm 2023 |
| Da-eun học cách ưu tiên bản thân nhưng đối mặt với nỗi sợ quay lại làm việc. Nhưng rồi cô nhận được những lời động viên đầy đồng cảm từ y tá trưởng.                            |                                            |              |                                     |                     |
| 11 | "Và hành trình tiếp tục"                   | Lee Jae-kyoo | Lee Nam-gyu, Oh Bo-hyun, Kim Da-hee | 3 tháng 11 năm 2023 |
| Hiện là chủ đề bàn tán ở văn phòng, Da-eun trở lại làm việc. Trong đêm đi chơi với bạn bè, Deul-re tìm thấy lại điều khiến cô hạnh phúc.                                        |                                            |              |                                     |                     |
| 12 | "Chút nắng ấm mỗi ngày"                    | Lee Jae-kyoo | Lee Nam-gyu, Oh Bo-hyun, Kim Da-hee | 3 tháng 11 năm 2023 |
| Da-eun tìm được cách độc đáo để giúp đỡ bệnh nhân của mình, Deul-re theo đuổi đam mê còn Yu-chan kiên định tỏ rõ lập trường.                                                    |                                            |              |                                     |                     |

## Sản xuất

### Kịch bản
Bộ phim được dựa trên bộ webtoon dài 199 chương cùng tên trên Kakao phát hành từ năm 2017 đến 2022 của tác giả Lee Ra-ha, vốn là cựu y tá kể về những trải nghiệm thực tế của tác giả tại khoa Tâm thần. Bộ phim do Lee Jae-kyoo đạo diễn, cùng Lee Nam-gyu, Oh Bo-hyun, Kim Da-hee viết kịch bản. Chia sẻ về việc sản xuất phim, đạo diễn cho hay bộ phim là câu chuyện ấm áp dành cho người trưởng thành thời hiện đại:
“Như các bạn đã biết, người ta nói rằng một nửa trong số chúng ta hiện nay mắc các bệnh về tinh thần. Thế giới chúng ta đang sống thật khó khăn và có phần vô tâm. Nhiều người không biết cách bộc lộ tình trạng như vậy với những người xung quanh vì nó giống như một điều cấm kị trong xã hội chúng ta. Đó là lí do tôi muốn làm một bộ phim có thể an ủi người xem.Nó giống như một hộp sô cô la. Các bạn có thể thưởng thức tất cả cùng một lúc nhưng cũng có thể thưởng thức từng viên đắng và ngọt của câu chuyện.”

### Tuyển diễn viên
Park Bo-young, Yeon Woo-jin, Jang Dong-yoon & Lee Jung-eun đã được công bố là các diễn viên chính của phim vào năm 2022. Park Bo-young, người từng tham gia phim Cô nàng mạnh mẽ Do Bong-soon cho biết lý do tham gia bộ phim: “Tôi nghĩ mình chắc chắn có thể mang đến cho ai đó sự an ủi và đồng cảm”. Với vai diễn Jung Da-eun, cô cho biết “Có lúc tôi phải thực hiện tiêm chất lỏng, và cũng có những lúc phải tiêm tĩnh mạch, nên tôi đã luyện tập thường xuyên ở nhà để nhuần nhuyễn với các quy trình đó. Tôi muốn thể hiện điều đó một cách hoàn hảo”.

### Quay phim
Các diễn viên cho biết họ đã đến thăm Bệnh viện St. Mary thuộc Đại học Công giáo Hàn Quốc để tìm hiểu công việc của các bác sĩ và y tá tại khoa tâm thần. Bản thân Park Bo-young chia sẻ các chuyên gia y tế đã đến trường quay để cố vấn cho diễn viên: "Chúng tôi đã dành vài ngày ở bệnh viện để tận mắt chứng kiến cách họ đối xử với bệnh nhân và dành cả ngày ở đó. Tôi đi theo và ghi chép. Một y tá thậm chí còn gửi cho tôi một video hướng dẫn cách tiêm tĩnh mạch, và video đó thực sự hữu ích."

## Lượt xem và đánh giá

### Đón nhận
Trên iMDb, phim đạt 8,3/10 điểm, được khán giả đánh giá chân thực, xúc động.

### Đánh giá
Theo NME, bộ phim khắc họa bức tranh đa chiều về vấn đề chăm sóc sức khỏe tâm thần vốn ít được quan tâm ở Hàn Quốc. Theo dữ liệu của Cơ quan Bảo hiểm y tế quốc gia nước này, tỷ lệ người trầm cảm trong toàn dân số năm 2022 đã tăng 32,9% so với năm 2018. Phim cũng phản ánh mặt trái của một xã hội phát triển nhanh nhưng đầy rẫy áp lực, từ môi trường học tập, sinh sống đến làm việc. Báo cũng cho biết các vấn đề tinh thần được đưa ra đa chiều và sắc sảo, không giống bất kỳ khuôn sáo nào trước đó trong các bộ phim trước đây: "Đây là bộ phim Hàn Quốc hiếm hoi không đẩy những người mắc tâm bệnh vào khuôn mẫu bạo lực và phản kháng." Phim cũng khéo léo đặt ra câu hỏi về việc đối xử công bằng với những người từng gặp vấn đề về sức khỏe tinh thần qua câu chuyện của Da-eun: Bác sĩ dù mắc các bệnh như tiêu hóa, trực tràng vẫn có thể điều trị cho bệnh nhân, tại sao y tá từng trầm cảm lại bị phân biệt, nghi ngờ?.
NME cũng đánh giá cao diễn xuất của Park Bo-young, khi cô thể hiện diễn xuất có chiều sâu trong vai y tá Da-eun. Báo nhận xét đây là vai diễn tốt nhất trong sự nghiệp của cô. Dàn nhân vật phụ đóng vai các bệnh nhân cũng diễn tả tốt từng ánh mắt, cử chỉ của những người mắc bệnh. Báo kết luận phim chọn đề tài về tổn thương tâm lý nhưng tác phẩm không tạo không khí u uất mà hướng đến những điều tích cực. Bối cảnh ở bệnh viện mang tông màu tươi sáng, với những bức tường được sơn màu hồng, các y tá mặc trang phục màu cam, tạo cảm giác ấm áp, dễ chịu. Biên kịch đan xen nhiều tình huống hài hước, làm giảm không khí trầm lắng, căng thẳng.
Tác giả Pierce Conran từ báo SCMP chấm phim 3,5/5 sao, cùng nhận xét chung "Bộ phim Hàn Quốc này cung cấp chính xác những gì tựa phim hứa hẹn – một liều thuốc bổ dưới dạng hiểu biết sâu sắc về sức khỏe tâm thần và sự kỳ thị xung quanh vấn đề này ở Hàn Quốc".

## Giải thưởng và đề cử
| Năm  | Giải thưởng                                 | Hạng mục                                         | Đề cử                               | Kết quả   | Chú thích |
| ---- | ------------------------------------------- | ------------------------------------------------ | ----------------------------------- | --------- | --------- |
| 2023 | Cine21 Awards                               | Nữ diễn viên của năm (Hạng mục phim truyền hình) | Park Bo-young                       | Đoạt giải | [ 18 ]    |
| 2024 | Asia Contents Awards & Global OTT Awards    | Sáng tạo xuất sắc nhất                           | Chút nắng ấm mỗi ngày               | Đề cử     | [ 19 ]    |
| 2024 | Asia Contents Awards & Global OTT Awards    | Nữ diễn viên chính xuất sắc nhất                 | Park Bo-young                       | Đề cử     | [ 19 ]    |
| 2024 | Giải thưởng Nghệ thuật Baeksang lần thứ 60  | Phim truyền hình xuất sắc nhất                   | Chút nắng ấm mỗi ngày               | Đề cử     | [ 20 ]    |
| 2024 | Giải thưởng Nghệ thuật Baeksang lần thứ 60  | Nữ diễn viên mới xuất sắc nhất                   | Lee Yi-dam                          | Đề cử     | [ 20 ]    |
| 2024 | Giải thưởng Nghệ thuật Baeksang lần thứ 60  | Kịch bản xuất sắc nhất                           | Lee Nam-gyu, Oh Bo-hyun, Kim Da-hee | Đề cử     | [ 20 ]    |
| 2024 | Giải thưởng Truyền hình Rồng Xanh lần thứ 3 | Phim truyền hình xuất sắc nhất                   | Chút nắng ấm mỗi ngày               | Đoạt giải | [ 21 ]    |
| 2024 | Giải thưởng Truyền hình Rồng Xanh lần thứ 3 | Nữ diễn viên chính xuất sắc nhất                 | Park Bo-young                       | Đoạt giải | [ 21 ]    |
| 2024 | Giải thưởng Truyền hình Rồng Xanh lần thứ 3 | Nam diễn viên mới xuất sắc nhất                  | Roh Jae-won                         | Đề cử     | [ 21 ]    |

### Vinh danh
| Năm  | Nhà xuất bản | Hạng mục                                                       | Thứ hạng | Ref.   |
| ---- | ------------ | -------------------------------------------------------------- | -------- | ------ |
| 2023 | Time         | 10 bộ phim truyền hình Hàn Quốc hay nhất năm 2023 trên Netflix | Đi kèm   | [ 22 ] |